# Diocesi di Lemellefa
La diocesi di Lemellefa (in latino: Dioecesis Lemellefensis) è una sede soppressa e sede titolare della Chiesa cattolica.

## Storia
Lemellefa, identificabile con Bordj-Redir nell'odierna Algeria, è un'antica sede episcopale della provincia romana della Mauritania Sitifense.
La città vide cruenti scontri tra le fazioni cattoliche e donatiste della comunità cristiana, che culminarono con l'uccisione dei diaconi Primo e Donato all'interno della basilica cittadina. Il fatto è ricordato dal martirologio romano alla data del 9 febbraio: «A Lemelléfa in Africa settentrionale, commemorazione dei santi Primo e Donato, diaconi e martiri, anch'essi uccisi dagli eretici in chiesa, mentre cercavano di difendere l'altare.» Questo martirio è attestato da Ottato nella sua opera De schismate donatistarum.
Sono due i vescovi noti di questa antica diocesi. Primoso era vescovo nel 362 circa, quando i donatisti occuparono con la forza la sua chiesa e che cercò invano di difendere la sua causa nel concilio donatista di Theveste nel 363. Giacomo prese parte al sinodo riunito a Cartagine dal re vandalo Unerico nel 484 ed in seguito venne esiliato.
Dal 1933 Lemellefa è annoverata tra le sedi vescovili titolari della Chiesa cattolica; dal 20 dicembre 2022 il vescovo titolare è Josef Stübi, vescovo ausiliare di Basilea.

## Cronotassi

### Vescovi residenti
- Primoso † (prima del 362 circa - dopo il 363)
- Giacomo † (menzionato nel 484)

### Vescovi titolari
- Juvenal Roriz, C.SS.R. † (15 agosto 1967 - 5 maggio 1978 nominato arcivescovo di Juiz de Fora)
- Serafim de Sousa Ferreira e Silva (30 aprile 1979 - 7 maggio 1987 nominato vescovo coadiutore di Leiria-Fátima)
- Manuel Pelino Domingues (19 dicembre 1987 - 27 gennaio 1998 nominato vescovo di Santarém)
- Ernesto Vecchi † (18 luglio 1998 - 28 maggio 2022 deceduto)
- Josef Stübi, dal 20 dicembre 2022